# Pravni fakultet u Splitu
Pravni fakultet u Splitu (lat. Facultas iuridica Spalatensis) je visoko učilište koje se nalazi u sastavu Sveučilišta u Splitu. Pravni fakultet u Splitu osnovan kao studij Pravnog fakulteta u Zagrebu u akademskoj 1960/61. godini. Od 1974. godine postaje zaseban fakulteta Sveučilišta u Splitu. Fakultet izvodi integrirani preddiplomski i diplomski sveučilišni studij, stručni studij i poslijediplomske studije.

## Studij
Na Pravnom fakultetu izvodi se dodiplomski studij za diplomiranog pravnika, te poslijediplomski studij iz međunarodnog prava mora.

## Dekani
- Dragan Bolanča
- Anita Kurtović
- Boris Buklijaš
- Jozo Čizmić
- Željko Radić (2015. - )[2]
- Mirko Klarić
- Ratko Brnabić

## Centri
U cilju poboljšanja znanstveno-istraživačkog rada, stručne, nastavne i ekspertizne djelatnosti, te povezivanja s praksom, u okviru Fakulteta djeluje pet centara:
- Centar za izvannastavne aktivnosti
- Centar za medicinsko pravo
- Centar za njemačko, hrvatsko, europsko i komparativno pravo
- Centar za cjeloživotno obrazovanje
- Centar za europsku dokumentaciju i istraživanje "Robert Schuman" (CEDI)